# Alquería del Cortijo del Centeno
El yacimiento arqueológico de la Alquería del Cortijo del Centeno se encuentra en el paraje de Puentes, perteneciente a la Diputación de La Tova, en el noroeste del término municipal de la ciudad de Lorca, en la Región de Murcia, España. Está incoado Bien de Interés Cultural, con categoría de zona arqueológica, desde el 3 de enero de 2007.

## Localización y accesos
A una distancia de unos 14 kilómetros en línea recta de la ciudad. Se accede a través de la carretera comarcal que desde Lorca se dirige a La Fuensanta, tomando un camino terrero a la derecha poco antes de cruzar el puente sobre el río Corneros. 
Está ubicado sobre la margen izquierda del río Corneros, aproximadamente entre las curvas de nivel de 480 m a 465 m, ocupando una amplia terraza aluvial delimitada por el sur y por el oeste por un estrecho meandro que describe el río en este sector; hacia el este se delimita por el vaso de inundación de la presa de Puentes y por el norte por la Loma de la Solana. 

## Etimología
La denominación de Cortijo del Centeno se deriva de la proximidad inmediata del caserío con dicho nombre, cuya edificación principal queda englobada dentro de los límites del mismo. Los terrenos en los que se ubica el yacimiento (alquería, mezquita y maqbara) se localizan sobre terrazas de cultivo de secano que han sido roturadas intensamente a lo largo de los años. 

## Características
La dispersión superficial de los materiales es muy amplia y abarca una extensión aproximada de unos 400 m de norte a sur por unos 200 de este a oeste. En la actualidad la mayor parte del yacimiento se localiza dentro del vaso de máxima inundación de la presa. No obstante, en prevención de eventuales crecidas del nivel de las aguas, la Confederación Hidrográfica del Segura ha levantado una pantalla de protección en el perímetro meridional de la mezquita a suficiente distancia para aminorar su impacto visual. 
La intervención arqueológica desarrollada ha permitido caracterizar el yacimiento como un asentamiento rural de época almohade de la que sobre todo conocemos la mezquita, el área ocupada por la maqbara y restos de algunas estructuras relacionadas con la zona de habitación de la alquería. 

### Mezquita
Resulta especialmente relevante la localización y el estudio de la mezquita, elemento muy especial, tanto por su significación cultural, ideológica, histórica y religiosa, como por tratarse de un tipo arquitectónico, una mezquita de carácter rural, que, de momento, es único en nuestra región y especialmente escaso en el contexto general de al-Ándalus. La mezquita tiene planta de tendencia rectangular, con unas dimensiones de 10,80 × 13,80 m, está reforzado por un sistema de contrafuertes perimetrales, dos de grandes dimensiones adosados a la cara septentrional y otros cuatro en la cara meridional. 
Los elementos más representativos del edificio son perfectamente identificables: el oratorio o la sala de oración compartimentada en tres naves separadas por pilares, con el muro de la «quibla», en el que se abre el nicho que constituye el «mihrab» y otro correspondiente al «mimbar». A los pies de la sala de oración, sobre elevada mediante un pequeño peldaño, se localiza un espacio reservado para las mujeres y la base del minarete con el arranque de la escalera de acceso al mismo. También cuenta con una dependencia anexa a la cabecera que se ha relacionado con una posible mezquita de los difuntos, lugar en donde el cadáver era purificado previamente a su ingreso en la sala de oración donde se efectuaban las honras fúnebres.

### Maqbara
La «maqbara» se localiza en torno al actual Cortijo del Centeno que da nombre al yacimiento, en especial hacia el sur y este del mismo. Posiblemente ocupaba todo el promontorio donde se desarrolla el actual caserío, junto al camino que daría acceso a la alquería. Han sido exhumados tres enterramientos que presentan las características comunes en este tipo de asentamientos rurales: fosas estrechas y abiertas directamente en la tierra, de unos 0,40 m de profundidad. Los esqueletos están colocados decúbito lateral derecho, orientados de noroeste a sudeste, el rostro al sudeste y las piernas ligeramente flexionadas.